# باول مارشيوني
باول مارشيوني (بالفرنسية: Paul Marchioni)‏ هو لاعب كرة قدم فرنسي في مركز الدفاع، ولد في 1955 في كورتي في فرنسا. لعب مع نادي باستيا ونادي نيس.

## وصلات خارجية
- باول مارشيوني على موقع قاعدة بيانات كرة القدم.إي يو (الإنجليزية)
- باول مارشيوني على موقع عالم كرة القدم.نت (الإنجليزية)